# Aphodius ambrosi
Aphodius ibericus es una especie de coleóptero de la familia Scarabaeidae.

## Distribución geográfica
Habita en la España peninsular y el Magreb.